# Andreja Milosavljević
Andreja Milosavljević (Servisch: Андреја Милосављевић) (1936) is een Servisch politicus.
Andreja Milosavljević was van 1999 tot 2000 Prefect van het Kosovo District, de naam van Kosovo als Autonome Provincie Kosovo en Metohija (1990-1999) en tijdens het bestuur van de Interim Administration Mission in Kosovo van de Verenigde Naties (UNMIK), als oppositie tegen het VN-bestuur. Zijn voorganger is zowel zijn opvolger: Veljko Odalović.